# Josefin Hedström
Josefin Hedström, född 23 juli 1990 i Göteborg, är svensk fotomodell. Hon tillhör bland annat agenturerna Elite Model Management, Modellink, Ford Models och Why Not Models. Hon har figurerat på omslag till både svenska Elle och franska L'Officiel, och varit med i kampanjer för Benetton, Hogan och Blue Marine.
Hedström berättar i en intervju i Elle att hon blev upptäckt i ett köpcentrum i Göteborg år 2004. Hedström har setts i tidningar som Damernas värld, Modette, Elle, italienska Elle, grekiska Elle, grekiska Marie Claire och under modeveckan i Paris och Milano 2008 och 2009. och Ellos 2012.

### Fotnoter
1. ↑  ”Josefin Emelie Teresia Hedström”. Ratsit. http://www.ratsit.se/19900723-Josefin_Emelie_Teresia_Hedstrom_Stockholm/00o93jLLuQh48rQylSnDC0tBAHM2svO_F7J5gpft3HE. Läst 19 januari 2013.
2. ↑  ”VILA Notes”. Arkiverad från originalet den 31 oktober 2012. https://web.archive.org/web/20121031050457/http://notes.vila.com/. Läst 16 oktober 2012.